# Igék földje – A vas prófétája
Az Igék földje – A vas prófétája (Холодные берега) Szergej Lukjanyenko alternatív történelmi, fantasy regénye, Az Ég fürkészei-sorozat 1. része.

## Történet
|  | Alább a cselekmény részletei következnek! |

Ilmart fogolyként a Gyászos-szigetekre szállítja egy vitorláshajó. Kemény kényszermunka vár rá a börtönszigeten a helyi bánya mélyén. A tolvaj az utazás alatt megismerkedik egy fiatal fiúval, Marckal, akinek Igéje van, amellyel tárgyakat tárolhat a Hidegben – egyfajta személyes párhuzamos térben –, ahová azok, akik nem ismerik ezt, nem tudják elérni. Egy kés segítségével, amelyet Marc a Hidegben rejtett el, elmenekülnek, ám az őrök üldözőbe veszik őket. Hamarosan kiderül, hogy inkább a fiúra van szükségük, mint a tolvajra. Egy ideig sikerül elbújniuk, de hajtóvadászat indul ellenük, így a szárazföldre kell jutniuk. A menekültek arra kényszerítik Hélène hercegnőt, hogy egy suhanóval a szárazföldre szállítsa őket. A leszállás után Marc ismeretlen helyre távozik. Egy idő után Ilmar megtudja, hogy Marcus a Ház junior hercege.
Ilmar Amszterdamba menekül, ahol egy ismerősével találkozik, az üldözői azonban itt is a nyomára bukkannak, így menedéket kell kérnie a Nővér templomában. A püspök a szerzetesek egyikét a Nővér Szent Palladinja rangjába emeli, és arra utasítja, hogy vigye Ilmárt Rómába. Útközben, Brüsszel elhagyásakor az Üdvözítő Szent Palladinja és emberei állják útjukat, akik meg akarják ölni Ilmart. A harc eredményeként Ilmar kivételével mindenki elpusztul, és a tolvaj elrejtőzik.
Ilmarnak – vándorlása közben – egy öreg orvos azt javasolja, hogy a herceget Capri szigetén keresse, a Miraculus csodaparkjában. Ezután Ilmar Lyonba megy, ahol Hélène megtalálja. Kiderül, hogy a grófnő is gyanúba keveredett Marcusszal való bűnrészességében, a menekülésben játszott szerepe miatt, ezért felajánlja, hogy segít megtalálni a herceget. Egy vitorlázó repülőgéppel Miraculusba repülnek.
Marcus a szigeten a Louise nővér vezette Gyógyító Könnyek apácakolostorban rejtőzött el. Kiderül, hogy a herceg megtalálta az Üdvözítő idejéből származó könyvet, amelyben az Eredendő Ige található. Aki ismeri ezt a szót, bármit megszerezhet a Hidegből, függetlenül attól, hogy ki tette ezt oda. Emiatt Marcusra mind a Birodalom, mind az Egyház különleges figyelemmel és kitartással, mindenre elszántan vadászott.
|  | Itt a vége a cselekmény részletezésének! |

## Főszereplők
- Angolna Ilmar, mestertolvaj, jóképű kalandor, kincsvadász, de mélyen vallásos, hű követője a Nővérnek
- Marc, (Marcus) a császári ház szökött hercege
- Hélène, az Éjszakai Boszorkány, grófnő, kiváló pilóta
- Jean, Bagdad grófja, remeteéletű öreg orvos
- Arnold, az Őrség tisztje
- Louisa nővér, egy apácakolostor vezetője

## Az Univerzum
Ebben az alternatív világban Józsefnek nem sikerült elrejtenie Jézust Heródes királytól, aki csecsemők meggyilkolását rendelte el. Így a Megváltó eljövetele nem történt meg. Az emberi történelem természetesen másképpen folytatódott.
Az Úr mostohafiául fogadott egy másik ifjút, és birtokába adta az Igét, egy varázsszót, amivel csodákat tehetett. Tanításainak és varázshatalmának köszönhetően az Üdvözítő a Római Birodalom császára lett, és immár a trónról próbálta elérni az emberiség megváltását. Az Üdvözítő lehetővé tette az emberek számára, hogy anyagi tárgyakat tároljanak a Hidegben, egyfajta párhuzamos térben. Itt minden élettelen tárgyat el lehetett helyezni a nekik adott szó segítségével Ebben az esetben az ember képességei a birtokában lévő Szó erejétől függtek. A Hideg ideális tárolóhelynek bizonyult, mivel szinte lehetetlen volt valamit ellopni onnan, anélkül, hogy megismerte volna valaki más titkos szavát, és hogy pontosan mit tárolnak ott. A benne lévő tárgyak mérete nem volt a szokásos méretű és tömegű, és tárolás közben sem változtak; bármilyen tárgy gyorsan elrejthető vagy bárhová elvihető lett. Ezt követően az Üdvözítő eltűnt a világból egy párhuzamos dimenzióba, melyet az Ige segítségével nyitott meg. Elküldte a Hidegbe a világ összes feldolgozott vasát, és ennek a fémnek az összes ismert változatát.
Kétezer év telt el. A 20. századra az alternatív világ fejlődése megegyezett a 17-18. század való világának fejlődésével. A vasban szegény Föld elmaradt a tudományos-technikai fejlődés útján. A legtöbb ember lovon járt, a tenger hullámain vitorlás hajók közlekedtek. Az elektromosság felhasználása és a repülés is elmaradott volt. Ugyanakkor elterjedt az Igék használata, melyek segítségével kisebb-nagyobb dolgokat lehetett elrejteni abban a bizonyos párhuzamos dimenzióban. Számos birodalom létezett, amelyek közül a legfontosabb hatalom, az ókori Róma örököse, amely Európa legnagyobb részét a Ház uralma alatt egyesítette. A modern Oroszország helyett a Muszkaföldi Kánság létezett. Arany helyett a vasat használtak pénzként. A vasérc hasznosításának titka elveszett. A társadalmi rendszer továbbra is a feudalizmus szintjén maradt. Ennek a világnak a vallása külsőleg a kereszténységhez hasonlított, templomokkal, plébániákkal, szerzetesekkel és püspökökkel. Az emberek gyakran imádkoztak az Üdvözítő Nővéréhez, Mária Magdolnához.

## Magyarul
- Szergej Lukjanyenko: Igék földje. A vas prófétája; ford. Weisz Györgyi; Metropolis Media, Bp., 2013 (Galaktika fantasztikus könyvek) ISBN 978-615-5158-34-6